# Municipio de Guadalupe (Nuevo León)
El municipio de Guadalupe es uno de los cincuenta y un municipios en que se encuentra dividido el estado mexicano de Nuevo León. En 2020 el municipio tenía un total de 643,143 habitantes.

## Geografía

### Ubicación
Limita al norte con los municipios de San Nicolás de los Garza y Apodaca, al sur con el municipio de Juárez, al oeste con Monterrey y al este con Apodaca. El municipio está totalmente conurbado con la zona metropolitana de Monterrey.

### Hidrografía

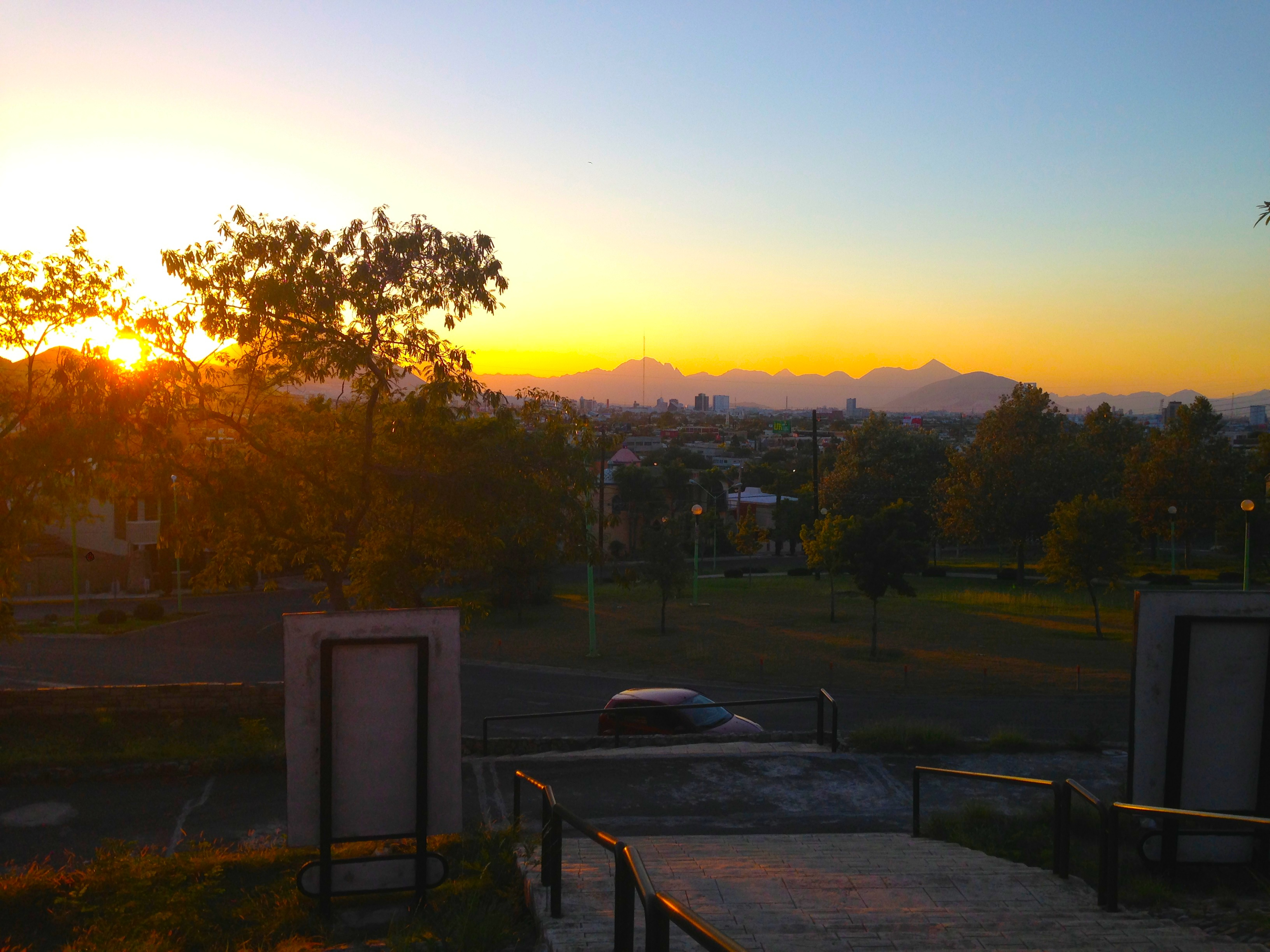
Vista panorámica desde Guadalupe.

El territorio municipal es recorrido por el Río La Silla, corre por las faldas del Cerro de la Silla, y aguas abajo se une al Río Santa Catarina.

### Clima
Los vientos predominantes soplan del oeste y del sur, y en el invierno los del norte. El clima es seco y caluroso; la mayor parte del año las temperaturas superan los 30° celsius. El invierno es corto y templado, con masas frías ocasionales provenientes del norte.

## Demografía
De acuerdo a los resultados del Censo de Población y Vivienda realizado en 2020 por el Instituto Nacional de Estadística y Geografía la población total del municipio de Guadalupe es de 643,143 habitantes de los cuales 318,993 son hombres y 324,150 son mujeres.

### Localidades
El municipio de Guadalupe se integra por 9 localidades, las cuales por su población son las siguientes:
| Localidad              | Población |
| Total Municipio        | 641 143   |
| Guadalupe              | 635,862   |
| Las Escobas            | 4,223     |
| Bello Amanecer         | 2,843     |
| El Ranchito Número Uno | 174       |
| Los Sitios             | 28        |
| San Pablo              | 4         |
| San Miguel             | 3         |
| Altamira               | 3         |
| Las Escobas            | 3         |

## Política
El municipio es gobernado por 21 regidores (trece de mayoría relativa y ocho de representación proporcional), dos síndicos y un alcalde. El cargo de alcalde es ocupado por María Cristina Díaz Salazar (PRI), en el período 2021-2024.

### Alcaldes de Guadalupe
| Nombre                              | Periodo de gobierno |
| ----------------------------------- | ------------------- |
| Albino Daniel Fuentes               | 1844-1922           |
| Juan Garza González                 | 1933-1934           |
| Cesáreo Solís Garza                 | 1935-1936           |
| Manuel C. Elizondo                  | 1937-1938           |
| Salvador Treviño Quintanilla        | 1939-1940           |
| Cesáreo Solís Garza                 | 1941-1942           |
| Juan Garza González                 | 1943-1945           |
| Ramón G. Garza                      | 1946-1948           |
| José A. Cantú Cavazos               | 1949-1951           |
| César Garza Garza                   | 1952-1954           |
| Manuel C. Elizondo                  | 1955-1957           |
| Alfonso Treviño Treviño             | 1958-1960           |
| Nereo Ríos Cantú                    | 1961-1963           |
| Adrián Yáñez Martínez               | 1964-1966           |
| Alfredo González Treviño            | 1967-1968           |
| Álvaro Díaz Cantú                   | 1970-1971           |
| Pablo Serna Treviño                 | 1972-1973           |
| Antonio Flores Garza                | 1973-1976           |
| David Cavazos Garza                 | 1976-1979           |
| Humberto Cervantes Vega             | 1979-1982           |
| Gilberto Treviño Montemayor         | 1982-1985           |
| Adán López Rodríguez                | 1985-1988           |
| Erasmo Garza Elizondo               | 1988-1990           |
| Ricardo Villarreal (interino)       | 1991                |
| Ramiro Guerra Guerra                | 1991-1994           |
| Jesús María Elizondo González       | 1994-1997           |
| Carlos Padilla Rodríguez (interino) | 1997                |
| Rogelio Benavides Chapa             | 1997-2000           |
| Pedro Garza Treviño                 | 2000-2003           |
| Juan Francisco Rivera Bedoya        | 2003-2006           |
| Sergio Elizondo (interino)          | 2006                |
| Cristina Díaz Salazar               | 2006-2009           |
| Ivonne Álvarez García               | 2009-2012           |
| Carlos Rodriguez Padilla (Suplente) | 1997                |
| César Garza Villarreal              | 2012-2015           |
| Francisco Cienfuegos                | 2015-2018           |
| Cristina Díaz Salazar               | 2018-2021           |
| Cristina Díaz Salazar               | 2021-2024           |
| Héctor García García                | 2024-2027           |